# San Agustín (Copán)
San Agustín é um município de Honduras, localizado no departamento de Copán.